# Pelim (folyó)
A Pelim (oroszul: Пелым) folyó Oroszország ázsiai részén, a Szverdlovszki terület északi részén; a Tavda bal oldali mellékfolyója.

## Földrajz
Hossza: 707 km, vízgyűjtő területe: 15 200 km², évi közepes vízhozama: 100 m³/sec.
Az Északi-Urál keleti oldalán, a Szverdlovszki terület északi határa közelében ered. Az Urál előhegyeiben, majd a Nyugat-szibériai-alföld északi részén folyik délkeleti irányban. Alsó szakaszán keresztül folyik a Pelimszkij Tuman nevű tavon. A tóból dél felé két ága vezet ki, ezek később egyesülnek, és a folyó észak felől ömlik a Tavdába.
Főként hóolvadék táplálja. Októbertől áprilisig befagy. Hajózható a torkolattól 245 km-re fekvő Portah településig. 
Leghosszabb, jobb oldali mellékfolyója a Nagy-Ousz (Большой Оус), 186 km.
A folyó mentén két Pelim nevű település van. A középső szakasz partján, az Ivgyel–Priobje vasútvonalon épült az 1962-ben alapított Pelim, városi jellegű település, vasútállomás. A folyó torkolatánál, a Tavda bal partján fekvő Pelim falu korábban város volt. Ezt az orosz megerősített települést 1592-ben kezdték építeni a pelimi manysik (vogulok) által lakott területen.